# Iranski Azerbajdžan
Iranski Azerbajdžan (perz.: آذربايجان, Āzarbāijān‎; azer.: آذربایجان, Azərbaycan) kao regija Irana odnosi se na sjeverozapadna područja zemlje u kojima je većinom naseljeno azersko stanovništvo. Regija se okvirno sastoji od tri iranske administrativne pokrajine:
- Zapadni Azerbajdžan
- Istočni Azerbajdžan
- Ardabilska pokrajina
- Zandžanska pokrajina

Azerbajdžan je povijesno značajan s obzirom na to da se u njemu dodiruju iranska, turkijska, arapska i armenska kultura. Regija obuhvaća područje od približno 105.000 četvornih kilometara, a broji oko sedam milijuna ljudi od čega su većina Azeri. Osim u iranskom Azerbajdžanu, azersko stanovištvo naseljava i ostale krajeve Irana te broji između 12 i 18 milijuna ljudi. Među poznatim iranskim Azerima je i Ali Hamenei, trenutni vrhovni vođa Irana. Azerbajdžan je jedna od najbogatijih iranskih regija s razvijenom industrijom i velikim brojem profesionalnih tkalaca.

## Poveznice
- Atropatena
- Azeri